# Heiligensteinkapelle

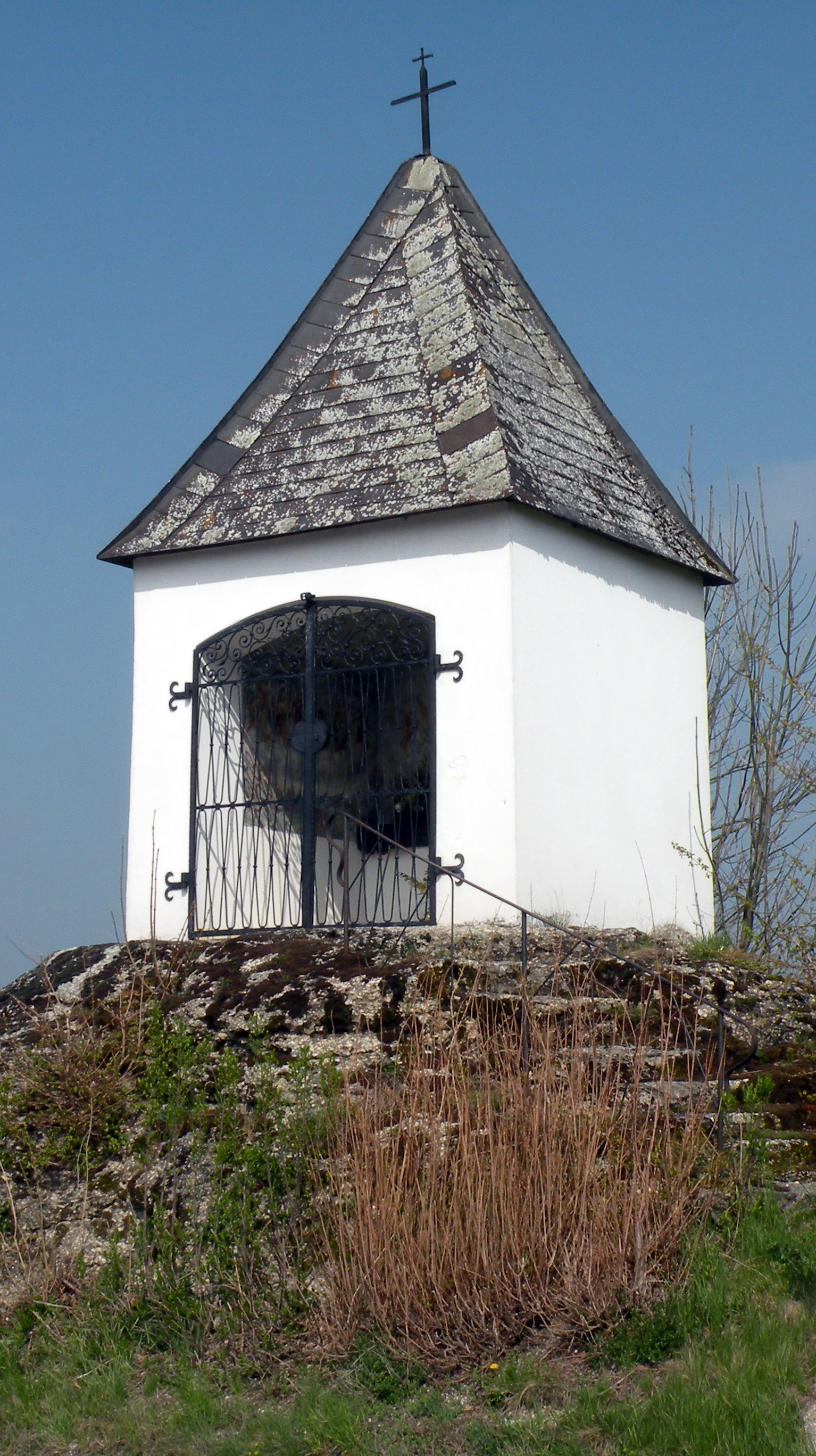
Heiligensteinkapelle in Allerheiligen im Mühlkreis

Die Heiligensteinkapelle steht auf einem Felsblock an der westlichen Ortseinfahrt in der Gemeinde Allerheiligen im Mühlkreis im Bezirk Perg in Oberösterreich.

## Geschichte
Die Kapelle wurde 1504 urkundlich genannt. 1783 wurde die Kapelle renoviert und 1982 restauriert.

## Ausstattung
In deren Inneren befindet sich eine Pietà aus dem Jahr 1900 sowie Wandbilder von Johann Nirnberger mit Allerheiligen-Motiven aus 1982.